# Arjaan van Nimwegen
Arjaan van Nimwegen (Apeldoorn, 1947) is een Nederlands schrijver, dichter en vertaler.
Hij debuteerde in 1974 als dichter met Utrechts liedboekje en publiceerde light verse in De Tweede Ronde. in 2002 debuteerde hij met de roman 'Van Tol kijkt om'. Andere romans van zijn hand zijn 'Welkom thuis' (2003), 'Huisgenoten' (2006), 'De sluis' (2009) en 'Westerlingen' (2011).
- Gemeinsame Normdatei: 172286042
- International Standard Name Identifier: 0000 0000 4135 1123
- Nederlandse Thesaurus van Auteursnamen: 069493626
- Virtual International Authority File: 49474450